# Gran Premio di Gran Bretagna 1988
Il Gran Premio di Gran Bretagna 1988 fu una gara di Formula 1, disputata il 10 luglio 1988 sul Circuito di Silverstone. Fu l'ottava prova del mondiale 1988 e vide la vittoria di Ayrton Senna su McLaren - Honda, seguito da Nigel Mansell e da Alessandro Nannini.

## Qualifiche
Per la prima volta nella stagione la pole position non fu conquistata da un pilota della McLaren; ad interrompere il monopolio del team inglese fu Berger, al fianco del quale si qualificò il compagno di squadra Alboreto. Senna e Prost dovettero accontentarsi rispettivamente della terza e della quarta posizione, seguiti dalle sorprendenti March di Gugelmin e Capelli, la cui sofisticata aerodinamica sopperiva alla mancanza di potenza del motore aspirato Judd rispetto ai turbo dei rivali. Nel corso del week-end la Williams abbandonò, fino al termine della stagione, la soluzione delle sospensioni attive, montandone altre di tipo convenzionale.

### Classifica
| Pos                     | No | Pilota             | Costruttore                    | Tempo    | Distacco |
| ----------------------- | -- | ------------------ | ------------------------------ | -------- | -------- |
| 1                       | 28 | Gerhard Berger     | Ferrari                        | 1'10"133 |          |
| 2                       | 27 | Michele Alboreto   | Ferrari                        | 1'10"332 | +0"199   |
| 3                       | 12 | Ayrton Senna       | McLaren - Honda                | 1'10"616 | +0"483   |
| 4                       | 11 | Alain Prost        | McLaren - Honda                | 1'10"736 | +0"603   |
| 5                       | 15 | Maurício Gugelmin  | March - Judd                   | 1'11"745 | +1"612   |
| 6                       | 16 | Ivan Capelli       | March - Judd                   | 1'12"006 | +1"873   |
| 7                       | 1  | Nelson Piquet      | Lotus - Honda                  | 1'12"040 | +1"907   |
| 8                       | 19 | Alessandro Nannini | Benetton - Ford                | 1'12"737 | +2"604   |
| 9                       | 17 | Derek Warwick      | Arrows - Megatron              | 1'12"843 | +2"710   |
| 10                      | 2  | Satoru Nakajima    | Lotus - Honda                  | 1'12"862 | +2"729   |
| 11                      | 5  | Nigel Mansell      | Williams - Judd                | 1'12"885 | +2"752   |
| 12                      | 20 | Thierry Boutsen    | Benetton - Ford                | 1'12"960 | +2"827   |
| 13                      | 18 | Eddie Cheever      | Arrows - Megatron              | 1'12"984 | +2"851   |
| 14                      | 22 | Andrea De Cesaris  | Rial - Ford                    | 1'13"438 | +3"305   |
| 15                      | 6  | Riccardo Patrese   | Williams - Judd                | 1'13"677 | +3"544   |
| 16                      | 14 | Philippe Streiff   | AGS - Ford                     | 1'14"260 | +4"127   |
| 17                      | 3  | Jonathan Palmer    | Tyrrell - Ford                 | 1'14"451 | +4"318   |
| 18                      | 24 | Luis Pérez-Sala    | Minardi - Ford                 | 1'14"643 | +4"510   |
| 19                      | 23 | Pierluigi Martini  | Minardi - Ford                 | 1'14"732 | +4"599   |
| 20                      | 33 | Stefano Modena     | EuroBrun - Ford                | 1'14"888 | +4"755   |
| 21                      | 36 | Alex Caffi         | Dallara Scuderia Italia - Ford | 1'14"924 | +4"791   |
| 22                      | 30 | Philippe Alliot    | Lola Larrousse - Ford          | 1'14"992 | +4"859   |
| 23                      | 29 | Yannick Dalmas     | Lola Larrousse - Ford          | 1'15"004 | +4"871   |
| 24                      | 4  | Julian Bailey      | Tyrrell - Ford                 | 1'15"135 | +5"002   |
| 25                      | 25 | René Arnoux        | Ligier - Judd                  | 1'15"374 | +5"241   |
| 26                      | 21 | Nicola Larini      | Osella - Alfa Romeo            | 1'15"527 | +5"394   |
| Vetture non qualificate |    |                    |                                |          |          |
| NQ                      | 32 | Oscar Larrauri     | EuroBrun - Ford                | 1'16"026 | +5"893   |
| NQ                      | 9  | Piercarlo Ghinzani | Zakspeed                       | 1'16"043 | +5"910   |
| NQ                      | 26 | Stefan Johansson   | Ligier - Judd                  | 1'16"110 | +5"977   |
| NQ                      | 10 | Bernd Schneider    | Zakspeed                       | 1'18"010 | +7"877   |

## Gara
La gara si disputò sotto una forte pioggia battente; al via Berger mantenne il comando seguito da Alboreto, difendendosi dall'arrembante Senna, mentre Prost scattò male, scivolando indietro. Si trattò del primo giro della stagione 1988 condotto da una vettura diversa dalla McLaren. Al 14º passaggio Senna ebbe la meglio su Berger, conquistando la prima posizione e mantenendola saldamente fino al traguardo; per tutta la gara, le condizioni meteo furono favorevoli per Senna, al contrario di Prost che attardato da problemi tecnici abbandonò la corsa. Il pilota francese spiegherà in seguito che preferì ritirarsi in quanto non se la sentiva di rischiare senza la possibilità di concludere la gara nei primi posti; alcuni testimoni del team McLaren dichiareranno a loro volta i primi segni di cedimento del fuoriclasse francese, appagato ed al tempo stesso in difficoltà per le imprese spumeggianti del più giovane compagno di squadra.
Alle sue spalle si mise in luce Mansell, che, dopo un duello con Nannini e Gugelmin, superò entrambi i piloti della Ferrari (tutti e due costretti al ritiro nelle ultime fasi di gara perché rimasti senza benzina), portandosi al secondo posto. Sul podio chiuse anche Nannini, al primo podio in Formula 1, seguito da Gugelmin (per la prima volta a punti in carriera), Piquet e Warwick; Prost, in difficoltà sin dall'inizio, si ritirò al 24º giro, definendo inguidabile la sua vettura.

### Classifica
| Pos | N. | Pilota             | Costruttore/Motore             | Giri | Tempo/Ritiro                     | Griglia | Punti |
| --- | -- | ------------------ | ------------------------------ | ---- | -------------------------------- | ------- | ----- |
| 1   | 12 | Ayrton Senna       | McLaren - Honda                | 65   | 1h33'16"367                      | 3       | 9     |
| 2   | 5  | Nigel Mansell      | Williams - Judd                | 65   | + 23"344                         | 11      | 6     |
| 3   | 19 | Alessandro Nannini | Benetton - Ford                | 65   | + 51"214                         | 8       | 4     |
| 4   | 15 | Maurício Gugelmin  | March - Judd                   | 65   | + 1'11"378                       | 5       | 3     |
| 5   | 1  | Nelson Piquet      | Lotus - Honda                  | 65   | + 1'20"835                       | 7       | 2     |
| 6   | 17 | Derek Warwick      | Arrows - Megatron              | 64   | + 1 giro                         | 9       | 1     |
| 7   | 18 | Eddie Cheever      | Arrows - Megatron              | 64   | + 1 giro                         | 13      |       |
| 8   | 6  | Riccardo Patrese   | Williams - Judd                | 64   | + 1 giro                         | 15      |       |
| 9   | 28 | Gerhard Berger     | Ferrari                        | 64   | + 1 giro                         | 1       |       |
| 10  | 2  | Satoru Nakajima    | Lotus - Honda                  | 64   | + 1 giro                         | 10      |       |
| 11  | 36 | Alex Caffi         | Dallara Scuderia Italia - Ford | 64   | + 1 giro                         | 21      |       |
| 12  | 33 | Stefano Modena     | EuroBrun - Ford                | 64   | + 1 giro                         | 20      |       |
| 13  | 29 | Yannick Dalmas     | Lola Larrousse - Ford          | 63   | + 2 giri                         | 23      |       |
| 14  | 30 | Philippe Alliot    | Lola Larrousse - Ford          | 63   | + 2 giri                         | 22      |       |
| 15  | 23 | Pierluigi Martini  | Minardi - Ford                 | 63   | + 2 giri                         | 19      |       |
| 16  | 4  | Julian Bailey      | Tyrrell - Ford                 | 63   | + 2 giri                         | 24      |       |
| 17  | 27 | Michele Alboreto   | Ferrari                        | 62   | Fine benzina                     | 2       |       |
| 18  | 25 | René Arnoux        | Ligier - Judd                  | 62   | + 3 giri                         | 25      |       |
| 19  | 21 | Nicola Larini      | Osella - Alfa Romeo            | 60   | Fine benzina                     | 26      |       |
| Rit | 20 | Thierry Boutsen    | Benetton - Ford                | 38   | Problemi alla trasmissione       | 12      |       |
| Rit | 16 | Ivan Capelli       | March - Judd                   | 34   | Problemi all'alternatore         | 6       |       |
| Rit | 11 | Alain Prost        | McLaren - Honda                | 24   | Problemi all'assetto             | 4       |       |
| Rit | 3  | Jonathan Palmer    | Tyrrell - Ford                 | 14   | Motore                           | 17      |       |
| Rit | 22 | Andrea De Cesaris  | Rial - Ford                    | 9    | Frizione                         | 14      |       |
| Rit | 14 | Philippe Streiff   | AGS - Ford                     | 8    | Rottura dell'alettone posteriore | 16      |       |
| Rit | 24 | Luis Pérez-Sala    | Minardi - Ford                 | 0    | Problema alle sospensioni        | 18      |       |
| NQ  | 32 | Oscar Larrauri     | EuroBrun - Ford                |      |                                  |         |       |
| NQ  | 9  | Piercarlo Ghinzani | Zakspeed                       |      |                                  |         |       |
| NQ  | 26 | Stefan Johansson   | Ligier - Judd                  |      |                                  |         |       |
| NQ  | 10 | Bernd Schneider    | Zakspeed                       |      |                                  |         |       |
| NPQ | 31 | Gabriele Tarquini  | Coloni - Ford                  |      |                                  |         |       |

## Classifiche

### Piloti
| Pos. | Pilota             | Punti |
| ---- | ------------------ | ----- |
| 1    | Alain Prost        | 54    |
| 2    | Ayrton Senna       | 48    |
| 3    | Gerhard Berger     | 21    |
| 4    | Nelson Piquet      | 15    |
| 5    | Michele Alboreto   | 13    |
| 6    | Thierry Boutsen    | 11    |
| 7    | Derek Warwick      | 9     |
| 8    | Nigel Mansell      | 6     |
| 9    | Alessandro Nannini | 6     |
| 10   | Jonathan Palmer    | 5     |
| 11   | Andrea De Cesaris  | 3     |
| 12   | Maurício Gugelmin  | 3     |
| 13   | Ivan Capelli       | 2     |
| 14   | Satoru Nakajima    | 1     |
| 15   | Riccardo Patrese   | 1     |
| 16   | Eddie Cheever      | 1     |
| 17   | Pierluigi Martini  | 1     |

### Costruttori
| Pos. | Team              | Punti |
| ---- | ----------------- | ----- |
| 1    | McLaren - Honda   | 102   |
| 2    | Ferrari           | 34    |
| 3    | Benetton - Ford   | 17    |
| 4    | Lotus - Honda     | 16    |
| 5    | Arrows - Megatron | 10    |
| 6    | Williams - Judd   | 7     |
| 7    | March - Judd      | 5     |
| 8    | Tyrrell - Ford    | 5     |
| 9    | Rial - Ford       | 3     |
| 10   | Minardi - Ford    | 1     |

## Fonti
- Sito di The Official Formula 1, su formula1.com. URL consultato il 10 giugno 2009.
- (EN) Grand Prix Results: British GP, 1988, su grandprix.com. URL consultato il 22 dicembre 2009.
- (EN) 1988 Grand Prix of Great Britain, su silhouet.com, Teamdan.org. URL consultato il 22 dicembre 2009.